# قرار مجلس الأمن التابع للأمم المتحدة رقم 988
قرار مجلس الأمن التابع للأمم المتحدة رقم 988، المتخذ في 21 نيسان / أبريل 1995، بعد إعادة تأكيد جميع القرارات المتعلقة بالحالة في يوغوسلافيا السابقة، ولا سيما القراران 943 (1994) و970 (1995)، أشار المجلس إلى التدابير التي اتخذتها جمهورية يوغوسلافيا الاتحادية (صربيا والجبل الأسود) لمواصلة إغلاق الحدود مع البوسنة والهرسك وبالتالي مدد التعليق الجزئي للعقوبات المفروضة على صربيا والجبل الأسود لمدة 75 يومًا أخرى حتى 5 يوليو 1995.
على الرغم من أن الحدود ظلت مغلقة بين البلدين، أشار المجلس إلى أن رحلات طائرات الهليكوبتر ربما عبرت الحدود وأنه يجري التحقيق فيها من قبل بعثة المؤتمر الدولي حول يوغوسلافيا السابقة.
وأكد مجلس الأمن أن الإجراءات الواردة في القرار 943 ستعلق حتى 5 تموز / يوليو 1995. لم يُسمح بالوقود الإضافي الذي يتجاوز الاحتياجات الفورية للرحلة الجوية أو العبّارة ما لم يُصرح بذلك بموجب قرار اللجنة 724 (1992). ودعا جميع الدول إلى احترام سيادة دول المنطقة وسلامتها الإقليمية وحدودها الدولية. كما طُلب من الدول الأعضاء تعزيز مهمة المحكمة الدولية ليوغوسلافيا السابقة بإتاحة موارد إضافية. تم حث صربيا والجبل الأسود على التعاون مع البعثة والتحقيق في رحلات طائرات الهليكوبتر واستعادة روابط الاتصال بينها وبين البوسنة والهرسك الواقعة تحت سيطرة صرب البوسنة.
وحث اللجنة على إعطاء الأولوية لطلبات المساعدة الإنسانية. وطُلب من الأمين العام بطرس بطرس غالي تقديم تقرير كل 30 يومًا عن الأمور المتعلقة بإغلاق الحدود، وأن جميع القرارات ذات الصلة قيد التنفيذ. وإذا لم يتم تنفيذه، سينتهي التعليق في يوم العمل الخامس بعد تقرير الأمين العام.
تم تبني القرار بأغلبية 13 صوتاً وامتناع عضوين عن التصويت من الصين وروسيا.

## روابط خارجية
- نص القرار في undocs.org